# Luan Pereira dos Santos
Luan Pereira dos Santos (* 11. September 1991 in Bagé), auch bekannt als Luan Santos, ist ein brasilianischer Fußballspieler.

## Karriere
Luan Santos erlernte das Fußballspielen in den brasilianischen Juniorenmannschaften von EC Juventude, SC Internacional, Grêmio FBPA und Paraná Clube. Von 2011 bis 2016 spielte er bei den unterklassigen Vereinen CE Bento Gonçalves, EC Internacional, Guarani FC, EC Avenida, GE Bagé, AE Evangélica und dem Anápolis FC. Ende Januar 2017 ging er nach Europa, wo er in Portugal einen Vertrag beim Zweitligisten União Madeira unterschrieb. Für den Verein aus Funchal bestritt er 41 Ligaspiele. Hierbei erzielte er zehn Tore. Ende Juli 2018 wechselte er in die Vereinigten Arabischen Emirate. Hier unterschrieb er einen Vertrag beim Hatta Club. Im November 2020 kehrte er nach Brasilien zurück. Hier stand er bis Anfang 2021 beim Drittligisten Brusque FC unter Vertrag. In der kurzen Zeit bestritt er zwei Drittligaspiele für Brusque. Von Anfang Januar 2021 bis Anfang Juli 2021 war er vertrags- und vereinslos. Am 7. Juli 2021 zog es ihn wieder nach Portugal, wo er sich in Matosinhos eine Saison dem Zweitligisten Leixões SC anschloss. Nach neun Ligaspielen wechselte er im Sommer 2022 nach Thailand. Hier nahm ihn der Drittligist Chanthaburi FC unter Vertrag. Mit dem Verein aus Chanthaburi spielte er in der Easten Region der Liga. Am Ende der Saison feierte er mit dem Verein die Vizemeisterschaft der Region sowie den Aufstieg in die zweite Liga. Nach dem Aufstieg verließ er den Klub und schloss sich im Sommer 2023 dem Erstligaabsteiger Lampang FC an. Sein Zweitligadebüt für den Verein aus Lampang gab er am 12. August 2023 (1. Spieltag) im Auswärtsspiel gegen den Rayong FC. Bei der 1:0-Niederlage stand er in der Startelf. Nach 57 Minuten musste er das Spielfeld wegen einer Verletzung verlassen. Nach 26 Ligaspielen wechselte er im August 2024 zum Drittligisten Navy FC. Mit dem Verein aus Sattahip spielt er in der Eastern Region der Liga. Am Ende der Saison 2024/25 feierte er mit dem Verein die Meisterschaft der Region. In den Aufstiegsspielen zur zweiten Liga konnte man sich jedoch nicht durchsetzen. Nach einer Spielzeit wurde sein Vertrag im Sommer 2025 nicht verlängert. Im Juli 2025 wechselte er in die Northern Region. Hier schloss er sich in Uttaradit dem Drittligisten TPF Uttaradit FC an.

## Erfolge
Navy FC
- Thai League 3 – East: 2024/25